# You're My Life
《You’re My Life》는 2001년 9월 25일에 발매된 김민종의 7집 정규앨범이다.
You're My Life는 김민종만의 특색있는 창법에 조규만의 서정적이고 부드러운 분위기가 잘 어우러진 곡이다. 
7집에서는 You're My Life, 하얀 그리움 등이 많은 인기를 얻었으며  나는 나는..., 난 다를거야, 그때마다, 나무라는 곡도 상당히 좋다.
황세준이 작곡한 하얀 그리움은 불후의명곡2 크리스마스특집 편에서 손호영이 불렀었던  곡이다.
전체적인 완성도도 높고 좋은 노래들이 많이 수록되어 있다.

## 수록곡
| #            | 제목                                                         | 작사           | 작곡         | 편곡         | 재생 시간 |
| ------------ | ------------------------------------------------------------ | -------------- | ------------ | ------------ | --------- |
| 1.           | 〈You're My Life〉                                           | 김민종         | 조규만       | 조규만       | 4:23      |
| 2.           | 〈나는 나는...〉                                             | 김선민, 김민종 | 이상준       | Indigo       | 4:30      |
| 3.           | 〈난 다를거야〉                                              | 김민종         | 김창권       | 차호영       | 3:36      |
| 4.           | 〈하얀 그리움〉                                              | 김태훈         | 황세준       | 황세준       | 3:51      |
| 5.           | 〈슬픔보다는...〉                                            | 이희승         | 황세준       | 황세준       | 4:37      |
| 6.           | 〈그때마다〉                                                 | 김태훈         | 위종수       | 위종수       | 4:12      |
| 7.           | 〈바램〉                                                     | 조규만         | 조규만       | 조규만       | 4:17      |
| 8.           | 〈그해 겨울〉                                                | 박성진, 심현보 | 박성진       | 박성진       | 3:54      |
| 9.           | 〈나무〉                                                     | 김태훈         | 조규만       | 조규만       | 4:21      |
| 10.          | 〈행복한 여행〉                                              | 김태훈         | 김창권       | 차호영       | 4:08      |
| 11.          | 〈그런때가 있다면〉                                          | 강은경         | 강혁         | 강혁         | 3:54      |
| 12.          | 〈아닐텐데〉                                                 | 이희승         | 김도형       | 김도형       | 4:41      |
| 13.          | 〈난 다를거야〉 (Dance Ver.)                                 | 김민종         | 김창권       | 차호영       | 3:57      |
| 14.          | 〈언제나 그대 내 곁에 (김현식 추모 10주년 헌정음반 수록곡)〉 | 송병준         | 송병준       | 조규만       | 5:02      |
| 총 재생 시간 | 총 재생 시간                                                 | 총 재생 시간   | 총 재생 시간 | 총 재생 시간 | 59:23     |

## 참여
이 목록은 해당 앨범의 부클릿 〈staff〉목록에서 발췌하였다.
| 참여 음악인 - 홍준호 - 전기 기타(1~5, 7, 9, 12) - 이태윤 - 베이스 기타(1~3, 6~12, 14) - 강수호 - 드럼(1~3, 6, 9~12, 14) - 조현석 - 건반(3, 8, 10, 11) - 이근형 - 전기 기타(2, 5, 12) - 김현아 - 코러스(5~11, 13) - 문지환 - 코러스(7, 9, 10) - 이승환(Story) - 피아노(1, 9), 건반(1, 7, 9) - 최태완 - 피아노(12, 14), 건반(12), 신시사이저(14) - 이성렬 - 전기 기타(8, 11) - 최승찬 - 건반(2, 6) - 황세준 - 컴퓨터 프로그래밍(4, 5) - Sam Lee - 전기 기타(10) - 함춘호 - 전기 기타(14) - 장혁 - 드럼(8) - 노영주 - 코러스(12) - 김창권 - 컴퓨터 프로그래밍(7) - 기현석 - 컴퓨터 프로그래밍(12) - 차호영 - 컴퓨터 프로그래밍(13) | 스탭 - 김창권 - 프로듀서 - 이찬희(유니버설 뮤직) - 이그제큐티브 프로듀서 - 김만철 - 매니지먼트 - 이현숙 - 마스터링 엔지니어 - 황기연 - 믹싱, 녹음 - 최수지, 김기정, 서정훈, 이정형 - 보조 - 녹음, 믹싱 스튜디오 - 유니버설 스튜디오 - 마스터링 스튜디오 - 유니버설 스튜디오 - 연혜경 - A&R - 조선희 - 사진 - 석문숙, 금혜진 - 디자인 - 안미경 - 스타일리스트 |